# كريستوفر جي. كينيدي
كريستوفر جي. كينيدي (بالإنجليزية: Christopher G. Kennedy)‏ هو شخصية أعمال وسياسي أمريكي، ولد في 4 يوليو 1963 في بوسطن في الولايات المتحدة. حزبياً، نشط في الحزب الديمقراطي.

## وصلات خارجية
- الموقع الرسمي